# Germán II de Salm
Germán (Hermann) II de Salm (1087-1135) fue un noble alemán en el Sacro Imperio Romano Germánico y uno de los hijos de Germán de Salm de la Casa de Salm .
Heredó las áreas de las Ardenas, a través de su esposa  adquirió extensas posesiones en Alsacia y los Vosgos. También obtuvo el castillo de Pierre-Percée a través de la herencia de su esposa Inés de Bar (Mousson), una hija de Teodorico I, Conde de Montbéliard de la Familia Scarponnois.
A menudo permanecía al lado de su hermano Otón I de Salm. Germán era un vogt de la Abadía de Senones. Cuando Germán murió, la esposa fundó el Monasterio de Hauteseille .
Sus hijos fueron:
- Enrique I (c. 1100-1165)
- Dietrich Abad de Verdún
- Germán III.

Ellos heredaron las propiedades de Germán II y la dividieron. Enrique I recibió las áreas de Oesling y Germán III los terrenos de Saverne. Este último no tuvo descendientes, por lo que los herederos de Enrique tomaron posesión de sus propiedades una vez fallecido.

## Literatura
- Hermann Grote: Mesas familiares. 1877, reimpresión 1983, pág.157 y sigs.
- Heinrich Leo: Conferencias sobre la historia del pueblo y el imperio alemanes. Volumen 4, pág.735 ( versión digitalizada )
- Julius Wegeler: Castillo de Rheineck, sus condes y burgraves. P. 4 ( versión digitalizada )
- Libro de documentos sobre la historia de los territorios del Medio Rin que ahora forman los distritos administrativos prusianos de Coblenza y Tréveris . Volumen 2, Koblenz 1865, p. LXVI (versión digitalizada)

- Datos: Q1542013